# Marconi (företag)

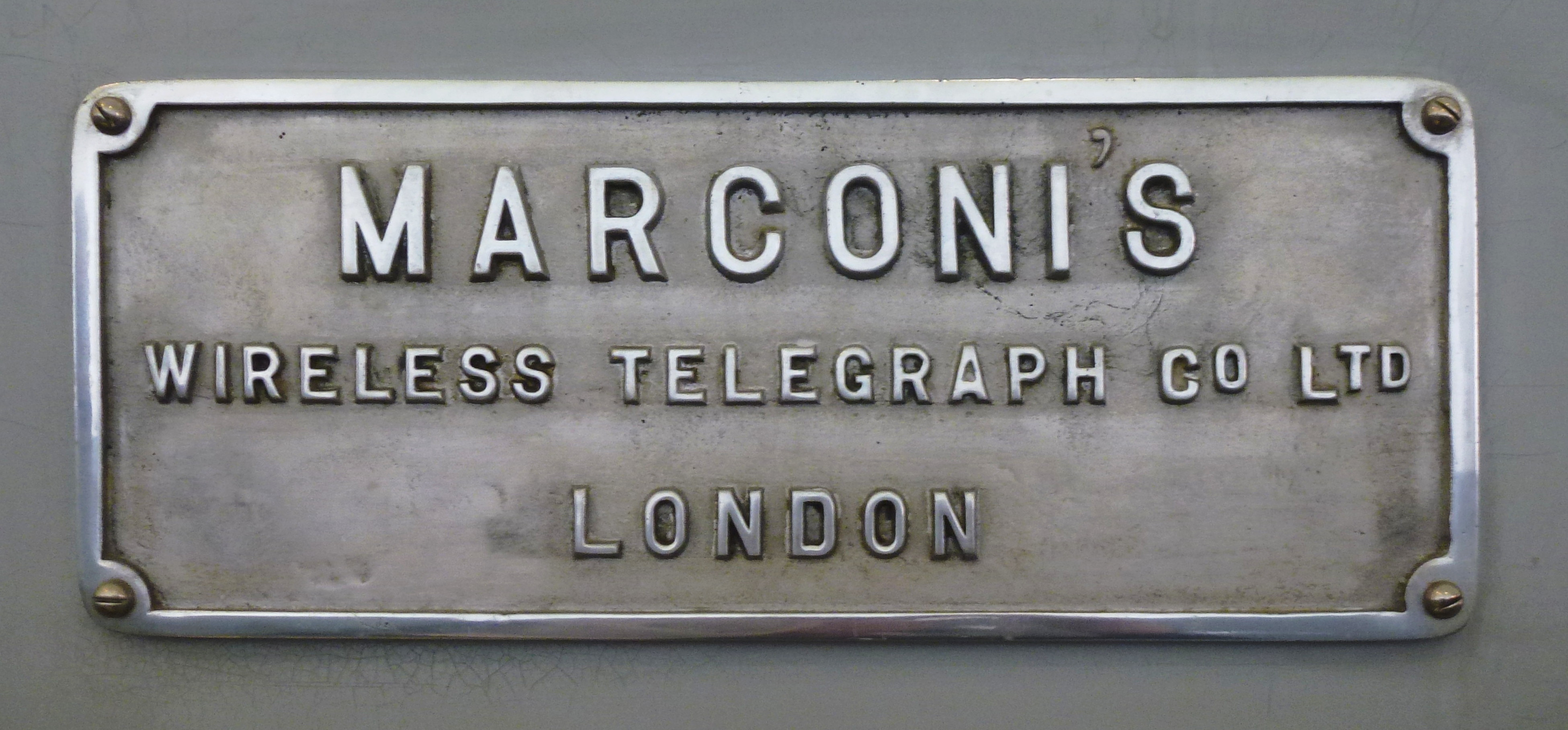
Fabriksskylt i Sveriges Rundradiomuseum i Motala.

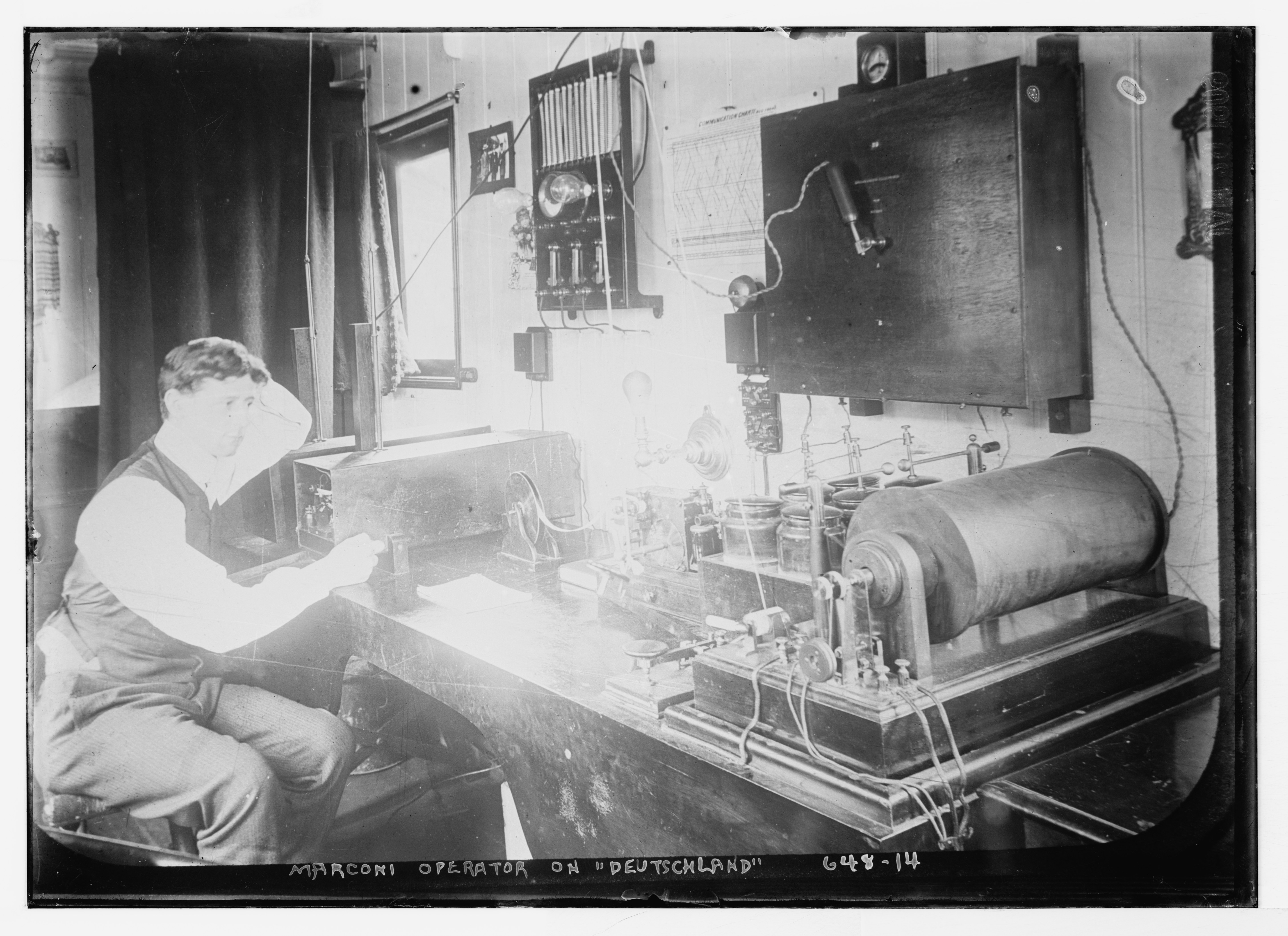
Marconisändare och operatör ombord på fartyget Deutschland, cirka 1914.

Marconi var ett brittiskt företag som grundades av Guglielmo Marconi 1897. Vid starten hette bolaget The Wireless Telegraph & Signal Company och från och med 1900 var namnet Marconi's Wireless Telegraph Company. Företaget stod bakom en rad innovationer, bland annat uppfann John Ambrose Fleming elektronröret då han arbetade för bolaget 1904. De var även pionjärer inom transatlantiska radiosändningar under 1900-talets första år. Fram till 1920-talet var Marconi den ledande levarantören av trådlösa radiosändare till fartyg, och dess operatörer var anställda hos Marconi.
Företaget blev världsberömt vid förlisningen av RMS Titanic 1912 då utrustningen kom att vara avgörande för räddningsinsatsen. Likaså spelade en Marconisändare stor roll vid sänkningen av RMS Lusitania 1915.
Företaget köptes 2005 upp av Ericsson som fortsatt använda varumärket. En stor del av företaget döptes dock om till Telent.